# Ceratostylis formicifera
Ceratostylis formicifera är en orkidéart som beskrevs av Johannes Jacobus Smith. Ceratostylis formicifera ingår i släktet Ceratostylis och familjen orkidéer.

## Underarter
Arten delas in i följande underarter:
- C. f. formicifera
- C. f. giriwoensis